# Godfrey Giffard
Godfrey Giffard (c. 1235 - 1302) fut chancelier de l'Échiquier d'Angleterre, lord chancelier d'Angleterre et évêque de Worcester.

## Jeunesse
Giffard est le fils de Hugh Giffard de Boyton dans le Wiltshire. Il est né vers 1235 et est le frère cadet de Walter Giffard, lequel deviendra archevêque d'York. Sa carrière prospère inspirera Godfrey. Sa sœur Mabel est également l'abbesse de l'abbaye de Shaftesbury.

## Carrière
Giffard semble avoir profité de la position de son frère et a occupé les fonctions suivantes :
- Chanoine de Wells[1]
- Recteur de Mells
- Recteur de la plus grande partie de la localité d'Attleborough, à Norfolk
- Archidiacre de Barnstaple entre 1265 et 1267

et lorsque Walter devint plus tard archevêque de York :
- Archidiacre d'York[2]
- Chancelier de l'Échiquier[3]
- Chancelier d'Angleterre[3] et
- Recteur d'Adlingfleet en 1267

Des plaintes furent déposées auprès du pape à Rome au sujet du népotisme de l'archevêque et des nombreux avantages qu'il avait donnés à son frère. À cette occasion Godfrey fut qualifié d'individu "...qualifié uniquement pour des ordres mineurs et déficient en connaissances".

## Évêque de Worcester
Giffard est toujours chancelier [réf. nécessaire] lorsque les moines de Worcester l'élisent évêque de Worcester, au cours de discussion se déroulant du 2 au 24 mai 1268 sur l'avis de l'évêque Nicholas d'Ely, représentant du diocèse de Winchester. Henri III accepte sa nomination, [réf. nécessaire] et l'investi dans son pouvoir temporel le 13 juin 1268. Après quelques résistances, Mgr Boniface de Savoie confirme son élection[réf. nécessaire], mais ce n'est qu'au 23 septembre qu'il est consacré par l'archevêque de Canterbury et intronisé dans son pouvoir spirituel à la cathédrale de Worcester, le jour de Noël 1268.
Giffard occupe la chancellerie jusqu'en octobre 1268. À partir de 1268, il reçoit une subvention de cinq cents marks par an en échange de son soutien et de celui des employés de la chancellerie.
En 1272, Giffard est envoyé en mission diplomatique auprès de Llywelyn ap Gruffudd de Wales, avec l'aide de Roger de Meyland, évêque de Lichfield. En mai 1273, il est envoyé à la rencontre du roi Édouard Ier à son retour de Terre Sainte, aux côtés de Nicolas d'Ely, évêque de Winchester, et Walter Bronescomb, évêque d'Exeter. Il est nommé commissaire (avec Roger Mortimer) pour enquêter sur certaines plaintes des érudits d'Oxford. En 1278, il devient juge itinérant dans le Hertfordshire et le Kent.
En 1279, Giffard hérite de la très vaste propriété de son frère, archevêque de York. En 1289, il est sélectionné par le roi d'Angleterre Edouard Ier en tant que l'un des quatre négociateurs choisis pour décider, à Salisbury, en présence d'envoyés écossais et norvégiens, de l'envoi de Margaret de Norvège en Écosse.
Giffard a régné sur le siège de Worcester pendant plus de trente-trois ans. Ses activités se sont presque toujours limitées à son propre diocèse.

## Activités en tant qu'évêque de Worcester
Giffard est impliqué dans de nombreuses querelles avec les moines de son chapitre, dont de longs récits, rédigés du point de vue des moines, ont survécu dans les "Annals of Worcester". L'un des principaux points de désaccord était de savoir s'il fallait ou non autoriser l'évêque à intégrer les biens du monastère (y compris les plus précieux) aux prébendes du collège de Westbury. Cette dispute fastidieuse est finalement tranchée en faveur des moines. Par la suite, l'évêque affirme qu'il a le droit de recevoir la "profession [de foi]" des moines, ce qui entraîne de nouvelles poursuites judiciaires. En 1288, au cours d'une ordination à Westbury, une querelle oppose le chef de la chorale de Worcester à Jean d'Evreux, alors archidiacre de Gloucester (il était le neveu préféré de l'évêque) quant au droit de nommer les candidats à la chorale. Cela conduit à l'expulsion du chef de la chorale, avec la complicité de l'évêque.
Quelque temps plus tard, une trêve est conclue. Cependant l'évêque déclare à Bromsgrove qu'il "...ne permettrait pas à l'ancien [prieuré] d'exercer ses fonctions, quelle que soit la paix conclue, laquelle, selon nous, a été aussi vaine les Gallois." Les moines se plaignent également d'être privés de la chapelle de Grafton ainsi que des efforts constants de l'évêque pour leur rendre régulièrement visite et pour exercer sa juridiction. En 1290, à l'occasion d'une visite, il leur demande de garder ses 140 chevaux, ce qui ne manque pas de susciter la colère au sein du couvent.
Giffard est également impliqué dans une autre grande querelle l'opposant à l'abbé de Westminster après avoir livré à la justice William de Ledbury, prieur de Malvern, pour "crimes graves". Les moines de Westminster prirent le parti de William, Malvern étant une dépendance de leur abbaye. Ils obtinrent le soutien du Roi. Finalement, Giffard conclut un arrangement et réhabilite Ledbury en l'échange d'une concession à Knightwick. De plus, il accepte de ne plus venir en visite à Malvern, comme le faisaient ses prédécesseurs.
Toutefois, l'archevêque de Peckham attaque sa position en l'accusant d'être due à la simonie. À cette période, Peckham n'hésite pas à s'engager dans des conflits de juridiction contre les différents suffragants de Canterbury - dont fait partie Giffard. Néanmoins, Giffard se montre amical à l'égard de l'archevêque et il lui fait parvenir de nombreux cadeaux.
En 1277, lors de l'assemblée générale des Franciscains, Giffard est admis en tant que frère de l'ordre. Cette adhésion à l'ordre est renouvelée lors de l'assemblée de 1282. Les nombreuses faveurs qu'il leur accorde à cette période sont certainement à l'origine de leur sympathie à son égard. Son indolence met fin à ce rapprochement, lorsqu'en 1290 il laisse des moines de Worcester voler le corps d'un franciscain - un certain Henry Poche - et l'enterrer dans le cimetière de la cathédrale. Cet épisode est la source d'une nouvelle friction qui le met à distance des franciscains.
En 1300, Giffard tombe malade et devient infirme. L'archevêque de Winchelsey lui rend visite au mois de mars de la même année à Wyke. En 1301, William de Gloucester rédige trente-six charges à son encontre qu'il présente devant l'archevêque. Bien qu'il s'agisse principalement de requêtes mineures, techniques et d'ordre légales, elles incluent :
- une accusation d'émanciper des serfs sans le consentement de l'archevêque ;
- une nouvelle plainte de favoritisme excessif à l'égard de ses neveux.

Toutes ces plaintes furent bien enregistrées, et les réponses de l'évêque figurent dans son registre aux côtés des accusations.

## Mort et héritage
Giffard meurt le vendredi 26 janvier 1302. Il est enterré le 4 février par John de Monmouth, Évêque de Llandaff, dans la cathédrale de Worcester, au pied de la face sud de l'autel de la chapelle des dames. Sa tombe y subsiste encore de nos jours.
En accord avec ces dernières volontés - datées du 13 septembre 1300 -, il lègue une large part de son héritage à ses proches, notamment à sa sœur Mabel, abbesse de Shaftesbury, ainsi qu'à diverses églises.
Son héritier, John, le fils de son frère William Giffard, fut pendu à Gloucester après s'est battu aux côtés des barons anglais à Boroughbridge et ses biens furent confisqués par la Couronne. Ces possessions furent par la suite recouvrées et depuis la famille Gifford, présente à Weston-sub-Edge, assure les armes du diocèse de Worcester en mémoire de leurs ancêtres.
En dépit de ses nombreuses querelles avec le chapitre de Worcester, Giffard fut l'un des bienfaiteurs de sa cathédrale. En tant qu'évêque, il embellit les piliers du chœur et de la chapelle des dames en les entrelacant avec des piliers plus petits. En 1280, il posa la première pierre du pavage de la cathédrale.
Il fortifia et acheva les travaux de construction du château d'Hartlebury commencé par Mgr Cantelupe. Il se fit l'exécuteur testamentaire de l'ancien évêque, notamment en accordant un stock de bétail aux territoires de l'évêché.
Giffard obtint également une "concession de foires" à Stratford-upon-Avon et à Blockley. Il obtint l'autorisation de fortifier ses palais à Worcester et à Wydindon, comme il l'avait fait à Hartlebury.

## Sources
- (en) Cet article est partiellement ou en totalité issu de l’article de Wikipédia en anglais intitulé « Godfrey Giffard » (voir la liste des auteurs).
- British History Online Archdeacons of Wells consulté le 3 novembre 2007
- British History Online Archdeacons of York consulté le 3 novembre 2007
- Histoire britannique en ligne des évêques de Worcester consultée le 3 novembre 2007
- Fryde, E. B., Greenway, D. E., Porter, S. et Roy, I., Handbook of British Chronology, Cambridge, Cambridge University Press, 1996 (ISBN 0-521-56350-X)
- Tout, TF (1890). "Godfrey Giffard". Dictionnaire de la Biographie Nationale. 21 pp.   293–294.